# Le Sserafim
Le Sserafim (르세라핌?) è un girl group sudcoreano formatosi a Seul nel 2022 sotto la Source Music e costituito da cinque membri: le cantanti Sakura, Kim Chaewon, Huh Yunjin, Kazuha e Hong Eunchae. Fino a luglio 2022 faceva parte del gruppo anche la cantante Kim Garam.

## Storia del gruppo
Il nome del gruppo è l'anagramma della frase «I'm fearless».
Sakura ha debuttato come attrice nel 2011 nel film Ano Hito Ano Hi. Nello stesso anno, si è aggiunta al gruppo di idol giapponesi HKT48 come tirocinante di prima generazione. In seguito è stata promossa a membro del Team H delle HKT48 nel 2012, e poi trasferita nel 2014 nel Team KIV. Dopo essere stata nel gruppo per 10 anni, ha ufficialmente lasciato le HKT48 il 27 giugno 2021.
Sakura, Chaewon e Yunjin hanno partecipato al talent show di Mnet Produce 48 nel 2018. Yunjin rappresentava la Pledis Entertainment, mentre Chaewon la Woollim Entertainment. Dopo essersi classificate al 2º e 10º posto rispettivamente, Sakura e Chaewon hanno debuttato nelle Iz*One, gruppo nel quale sono state fino al suo scioglimento il 29 aprile 2021. Yunjin invece si è classificata 26ª ed è stata eliminata nell'11º episodio.
Prima di entrare nel gruppo, Kazuha era una ballerina professionista, ed è stata scoperta durante i suoi studi nei Paesi Bassi.

### 2022: Debutto conFearless, abbandono di Garam eAntifragile
Il 14 marzo 2022 la Source Music ha annunciato il lancio del suo nuovo gruppo femminile in collaborazione con la Hybe, del quale Kim Chaewon e Sakura sarebbero state i primi membri. Il 21 marzo la Hybe ha confermato che il gruppo avrebbe fatto il suo debutto ufficiale a maggio. I membri sono stati rivelati tramite i teaser denominati "The First Moment of Le Sserafim" dal 4 al 9 aprile (in ordine: Sakura, Kim Garam, Hong Eunchae, Kim Chaewon, Kazuha e Huh Yunjin). Il 13 aprile Source Music ha annunciato che le Le Sserafim avrebbero pubblicato il loro EP di debutto, Fearless, il 2 maggio 2022. I pre-ordini per l'album hanno superato 270 000 copie in una settimana e 380 000 copie in 16 giorni. Nel primo giorno dalla pubblicazione, Fearless ha venduto più di 175 000 copie secondo la Hanteo Chart, e solo otto giorni dopo il debutto, il gruppo ha ricevuto il suo primo trofeo in uno show musicale a The Show.

Anagramma di "Le Sserafim"

Il 20 maggio 2022, in seguito al moltiplicarsi delle testimonianze che accusavano Garam di bullismo durante gli anni precedenti, la Hybe e la Source Music hanno annunciato che ella avrebbe preso una pausa temporanea, e che le Le Sserafim avrebbero continuato come quintetto. Due mesi dopo il suo contratto è stato rescisso ed è uscita dal gruppo.
Il 1º settembre è stato confermato dalla Source Music che le Le Sserafim erano pronte a pubblicare il loro nuovo album in autunno. Il 19 settembre il teaser del secondo mini album del gruppo, Antifragile, ha annunciato che l'album sarebbe uscito il 17 ottobre. L'EP è stato certificato triplo platino dalla KMCA per aver venduto più di 750 000 copie e si è classificato alla posizione 14 della classifica musicale americana Billboard 200, rendendo le Le Sserafim il gruppo K-pop femminile più veloce a debuttare nella classifica.

### 2023: Debutto giapponese,Unforgiven, primo tour ePerfect Night
Il 25 gennaio 2023 il gruppo ha fatto uscire il loro singolo di debutto giapponese, anch'esso chiamato Fearless, che contiene anche il brano Choices usato come sigla d'apertura del dorama San Senen no Tsukai Kata. Il lavoro è stato certificato dalla RIAJ per aver venduto più di 500 000 copie, mentre il 1º maggio seguente, è stato pubblicato l'album in studio d'esordio Unforgiven. A giugno è stato annunciato che le Le Sserafim si imbarcheranno nel loro primo tour, Flame Rises, a partire da agosto, mentre il 28 dello stesso mese è uscito il loro secondo singolo giapponese, anch'esso intitolato Unforgiven. Il 27 ottobre, il gruppo distribuisce il singolo in lingua inglese Perfect Night in collaborazione con l'azienda videoludica Blizzard Entertainment per pubblicizzare il videogioco Overwatch 2, esibendosi anche alla Blizzcon il 4 novembre. Il 19 novembre, le Le Sserafim pubblicano Dresscode, canzone prodotta dal cantautore giapponese imase, usata come sigla d'apertura del dorama Sexy Tanaka-San.

### 2024:EasyeCrazy
Il 19 febbraio 2024 il gruppo distribuisce il loro terzo EP, Easy, mentre il 23 dello stesso mese pubblicano la versione inglese del singolo Easy. Il 30 agosto esce il quarto EP delle Le Sserafim intitolato Crazy. Il 2 settembre sono distribuiti la versione inglese e vari remixes del singolo Crazy, mentre, il 4 settembre esce un'altra versione di Crazy in collaborazione con la cantante Britannica PinkPantheress.

## Formazione
- Kim Chae-won (김채원) – voce
- Sakura (사쿠라) –  voce
- Huh Yunjin(허윤진) –  voce
- Kazuha (카즈하) – voce
- Hong Eunchae (홍은채) – voce

Ex membri
- Kim Garam (김가람) (2022) – voce

## Discografia

### Album in studio
- 2023 – Unforgiven

### EP
- 2022 – Fearless
- 2022 – Antifragile
- 2024 – Easy
- 2024 – Crazy
- 2025 – Hot

### Singoli
- 2023 – Perfect Night

## Videografia
- 2022 – The world is my oyster (trailer)
- 2022 – Fearless
- 2022 – The Hydra (trailer)
- 2022 – Antifragile
- 2022 – Impurities
- 2023 – Fearless (Japanese version)
- 2023 – Burn the bridge (trailer)
- 2023 – Unforgiven
- 2023 – Eve, Psyche & The Bluebeard's Wife
- 2023 – Unforgiven (Japanese version)
- 2023 – Perfect Night
- 2024 – Good Bones (trailer)
- 2024 – Easy
- 2024 – Smart
- 2024 – Crazy
- 2024 – Crazy (English version)
- 2024 – Crazy (Japanese version)
- 2025 – Hot
- 2025 – Come Over

## Filmografia

### Web
- Leniverse – varietà (2022-2024)[41]
- Le Sserafim: The World Is My Oyster  – Documentario (2022)[42]
- Day off – reality (2022-2023)[43][44]
- Le sserafim: Make it look easy – Documentario (2024)[45]

## Riconoscimenti
- Asia Artist Awards
  - 2022 – Miglior musicista[46]
  - 2022 – Miglior nuovo artista[46]
  - 2023 – Candidatura premio popolarità cantanti femminili[47]
- Circle Chart Music Awards
  - 2023 – Canzone dell'anno - maggio per Fearless[48]
  - 2023 – Canzone dell'anno - ottobre per Antifragile[49]
  - 2023 – Candidatura nuovo artista dell'anno digitale per Fearless[50]
  - 2023 – Candidatura nuovo artista dell'anno fisico per Antifragile[50]
  - 2024 – Artista dell'anno digitale[51]
  - 2024 – Artista dell'anno per ascoltatori unici totali[51]
- Genie Music Awards
  - 2022 – Premio principianti femminili[52]
- Golden Disc Awards
  - 2023 – Artista principiante dell'anno[53]
  - 2023 – Bonsang - sezione canzone digitale per Fearless[54]
  - 2024 – Bonsang - miglior album per Unforgiven[55]
  - 2024 – Bonsang - migliore canzone digitale per Unforgiven[55]
  - 2024 – Candidatura per Daesang - album dell'anno per Unforgiven[55]
  - 2024 – Candidatura per Daesang - canzone dell'anno per Unforgiven[55]
- Hanteo Music Awards
  - 2024 – Bonsang - Artista dell'anno[56]
- K Global Heart Dream Awards
  - 2022 – Super principiante[57]
  - 2022 – Miglior video musicale[57]
  - 2023 – Miglior video musicale[58]
- Korea First Brand Awards
  - 2023 – Migliore principiante femminile[59]
- Korean Music Awards
  - 2023 – Candidatura migliore canzone K-pop[60]
  - 2023 – Candidatura migliore album K-pop[60]
  - 2023 – Candidatura principiante dell'anno[60]
- MAMA Awards
  - 2022 – Nuovo artista preferito[61]
  - 2022 – Candidatura miglior nuovo artista femminile[62]
  - 2022 – Candidatura migliore performance di danza di un gruppo femminile[62]
  - 2023 – Performance di danza preferita di un gruppo femminile[63]
  - 2023 – Candidatura album dell'anno per Unforgiven[64]
  - 2023 – Candidatura artista dell'anno[64]
  - 2023 – Candidatura migliore gruppo femminile[64]
  - 2023 – Candidatura canzone dell'anno per Unforgiven[64]
  - 2023 – Candidatura migliore performance di danza di un gruppo femminile[64]
  - 2023 – Candidatura Worldwide Fans' Choice Top 10[64]
- Melon Music Awards
  - 2022 – Miglior performance femminile[65]
  - 2022 – Hot Trend[65]
  - 2022 – Candidatura artista dell'anno[66]
  - 2022 – Candidatura nuovo artista dell'anno[66]
  - 2022 – Candidatura premio popolarità[66]
  - 2022 – Candidatura premio top 10 artisti scelta dai fan[66]
  - 2023 – Migliori dieci artisti da un milione[67]
  - 2023 – Migliori dieci artisti[67]
  - 2023 – Candidatura album dell'anno per Unforgiven[68]
  - 2023 – Candidatura artista dell'anno[68]
  - 2023 – Candidatura migliore gruppo femminile[68]
  - 2023 – Candidatura stella preferita[68]
  - 2023 – Candidatura canzone dell'anno per Unforgiven[68]
- MTV Video Music Awards
  - 2024 – Perfomance dell'anno[69]
- Seoul Music Awards
  - 2023 – Principiante dell'anno[70]
- The Fact Music Awards
  - 2022 – Next Leader[71]